# Comuna Lotivka, Șepetivka
Lotivka (în ucraineană Лотівка) este o comună în raionul Șepetivka, regiunea Hmelnîțkîi, Ucraina, formată din satele Lotivka (reședința) și Saverți.

## Demografie
Componența lingvistică a comunei Lotivka
     Ucraineană (97,68%)
     Rusă (2,14%)
     Alte limbi (0,18%)
Conform recensământului din 2001, majoritatea populației comunei Lotivka era vorbitoare de ucraineană (97,68%), existând în minoritate și vorbitori de rusă (2,14%).